# ادوارد هفتم
ادوارد هفتم با نام کامل آلبرت ادوارد (به انگلیسی: Albert Edward) (زادهٔ ۹ نوامبر ۱۸۴۱ – درگذشتهٔ ۶ مه ۱۹۱۰) پادشاه پادشاهی متحد بریتانیای کبیر و ایرلند، مستعمرات بریتانیا و امپراتور هند از ۱۹۰۱ تا ۱۹۱۰ بود. او پسر ملکه ویکتوریا و شاهزاده آلبرت بود. از آنجا که ملکه او را که در آن زمان عنوان شاهزادهٔ ولز را داشت در مسائل حکومتی زیاد شرکت نمی‌داد، بیشتر وقتش را در رویدادهای اجتماعی همچون مهمانی‌ها، مسابقات اسب‌دوانی و امثالهم می‌گذراند. اما پس از مرگ ویکتوریا و بر تخت نشستن ادوارد با عنوان ادوارد هفتم او به پادشاهی فوق‌العاده محبوب بدل شد. دوران حکومت ادوارد هفتم با آرامش و رونق اقتصادی همراه بود که این شرایط تا پیش از جنگ جهانی اول ادامه داشت.

## زندگی

### سال‌های آغازین
ادوارد هفتم در صبح نهم نوامبر ۱۸۴۱ در کاخ باکینگهام زاده شد. او نخستین پسر و دومین فرزند ملکه ویکتوریا و همسرش شاهزاده آلبرت از دودمان ساکس-کوبرگ و گوتا بود و با نام آلبرت ادوارد غسل تعمید داده شد. آلبرت ادوارد یک‌ماهه بود که مادرش عناوین شاهزاده ولز و ارل چستر را به او اعطا کرد. ادوارد بر خلاف خواهرش ویکی خیلی باهوش نبود و آموزش او به‌طور خصوص انجام پذیرفت و او در دانشگاه‌های ادینبرا، آکسفورد و کمبریج تحصیل کرد.
ادوارد در دوران شاهزادگی‌اش روابطی عاشقانه با زنان مختلف داشت و این موضوع باعث رنجش مادرش ملکه شده بود. او در دوران خدمتش در یکی از ارتش‌های پادشاهی در ایرلند که از ژوئن تا سپتامبر ۱۸۶۱ طول کشید با هنرپیشه‌ای ایرلندی رابطه‌ای کوتاه‌مدت برقرار کرد که ناراحتی عمیق پدرش آلبرت را به همراه داشت. همین موضوع سبب شد تا هنگامی که شاهزاده آلبرت در ۱۴ دسامبر همان سال بر اثر ابتلا به تیفوئید درگذشت، ملکه ویکتوریا نیمی از تقصیر درگذشت همسرش را متوجه ادوارد بداند. همین موضوع عاملی شد تا ویکتوریا پسرش را که در عین‌حال جانشین او نیز بود از شرکت در امور مربوط به مسایل حکومتی کنار بگذارد و ادوارد تا سالیانی پس از رسیدن به سن ۵۰ سالگی از جریان کارهای پارلمان بی‌خبر بود.
ادوارد در عین‌حال علاقه‌مند به شرکت در مسابقات، قایقرانی و شکار تفریحی پرندگان بود و در همین فعالیت‌های اجتماعی‌اش نیز درگیر چندین رسوایی شد.

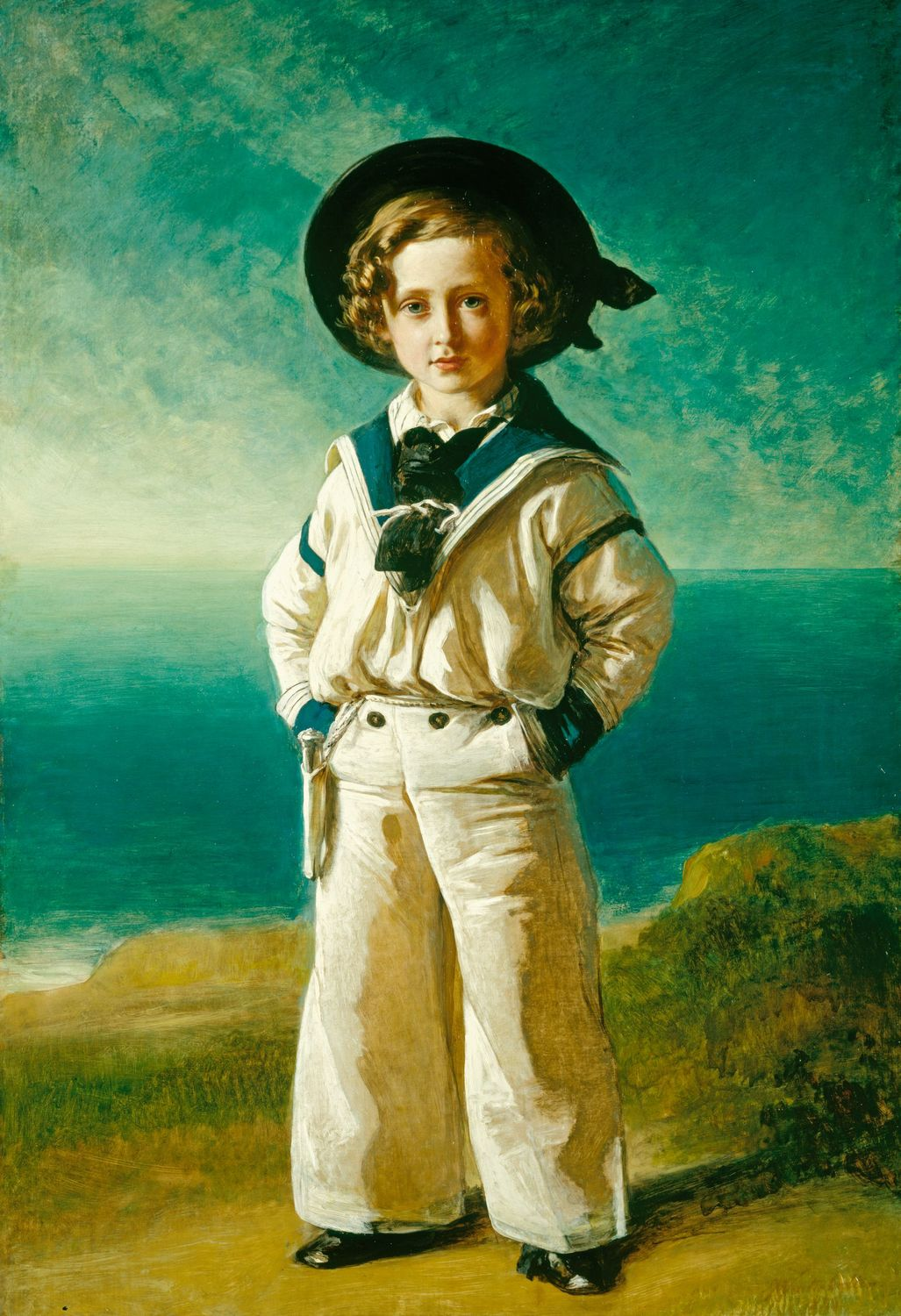
ادوارد در دوران کودکی

### ازدواج و فرزندان

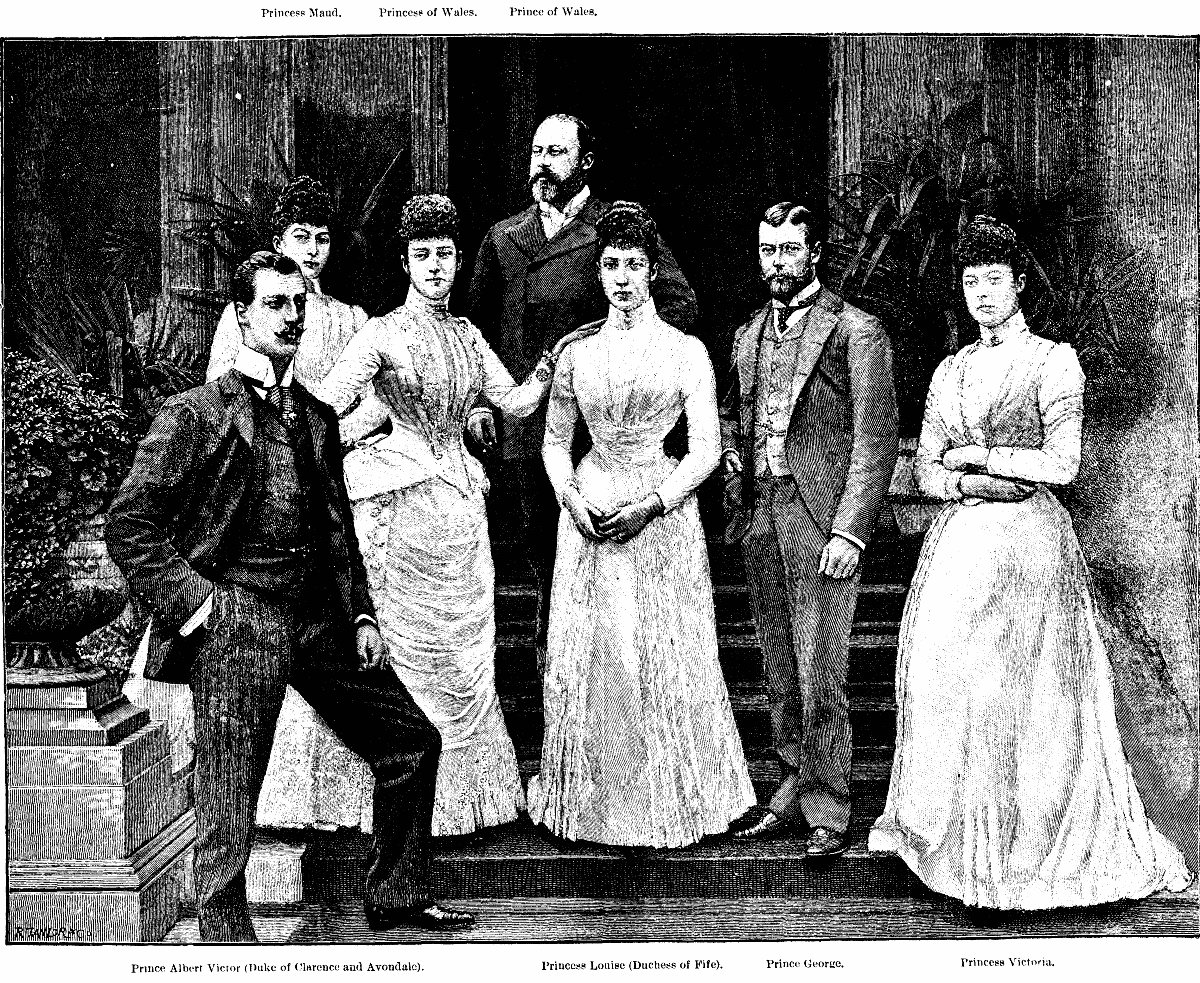
ادوارد هفتم همراه با خانواده‌اش (عکاسی در ۱۸۸۹ یا ۱۸۹۱). از چپ به راست: آلبرت ویکتور، ماد، الکساندرا، ادوارد، لوئیز، جرج و ویکتوریا.

در ۱۸۶۳ ادوارد با الکساندرا، بزرگ‌ترین دختر کریستیان نهم، پادشاه دانمارک ازدواج کرد و از او صاحب سه پسر به نام‌های آلبرت ویکتور، دوک کلارنس (۱۸۶۴–۱۸۹۴)، جرج، دوک یورک (بعدتر جورج پنجم، ۱۸۶۵–۱۹۳۶) و الکساندر (۱۸۷۱) و سه دختر به نام‌های لوئیس، شاهدخت پادشاهی (۱۸۶۷–۱۹۳۱)، ویکتوریا (۱۸۶۵–۱۹۳۵)، ماد (۱۸۶۹–۱۹۳۸) که با هاکون هفتم، پادشاه نروژ ازدواج کرد شد.
نام کامل آلبرت ویکتور، نخستین فرزند ادوارد و الکساندرا، آلبرت ویکتور کریستین ادوارد بود. دو نام اول او را ابتدا ملکه ویکتوریا برگزید و پس از آن به والدین او اجازه داد تا دو نام دیگرش را خود برگزینند. ششمین و آخرین فرزند آنها نیز الکساندر جان بود که مدت کمی پس از تولدش در ۱۸۷۱ درگذشت.

### پادشاهی
در ۲۲ ژانویه ۱۹۰۱ سرانجام ملکه ویکتوریا پس از یک دوره سلطنت طولانی‌مدت درگذشت و پسرش آلبرت ادوارد با عنوان ادوارد هفتم در سن ۵۹ سالگی بر تخت پادشاهی بریتانیا نشست. او نام ادوارد را از این جهت به‌جای آلبرت ادوارد برگزید که در تمام زندگیش با پدرش شاهزاده آلبرت مقایسه شده بود. مراسم تاجگذاری به دلیل ابتلای ادوارد به آپاندیسیت و نیاز به عمل جراحی تا مدتی به‌تعویق افتاد و او سرانجام در ۹ اوت ۱۹۰۲ تاجگذاری نمود.

### دوران حکومت
ادوارد هفتم پادشاهی فوق‌العاده محبوب و خوش‌برخورد بود که مهارت‌های اجتماعی بالایی داشت و در عین حال سیاستمدار خوبی هم بود. او در ۱۹۰۲ سفرهای اروپایی‌اش را از سر گرفت و با دقت به تقویت روابطش با دیگر کشورها پرداخت. ادوارد در ۱۹۰۳ طی یک دیدار رسمی به پاریس، پایتخت فرانسه رفت. خوش‌مشربی و دقت او در چگونگی مخاطب قراردادن میزبانش که به زبان فرانسه ادا نمود سبب شد تا حمایت طبقات مختلف جامعهٔ فرانسه را به دست آورد. این موضوع راه را برای امضای توافقنامه‌هایی موسوم به Entente Cordiale بین انگلستان و فرانسه هموار نمود و سبب شد تا بریتانیا متحدی در اروپا برای خود بیابد.
ادوارد را به دلیل آنکه از نظر خانوادگی با بسیاری از خانواده‌های سلطنتی اروپا مرتبط بود «عموی اروپا» لقب داده بودند، با این حال روابط او با خواهرزاده‌اش ویلهلم دوم، قیصر آلمان، چه از دید شخصی و چه از دید سیاسی غالباً تنش‌آمیز بود.

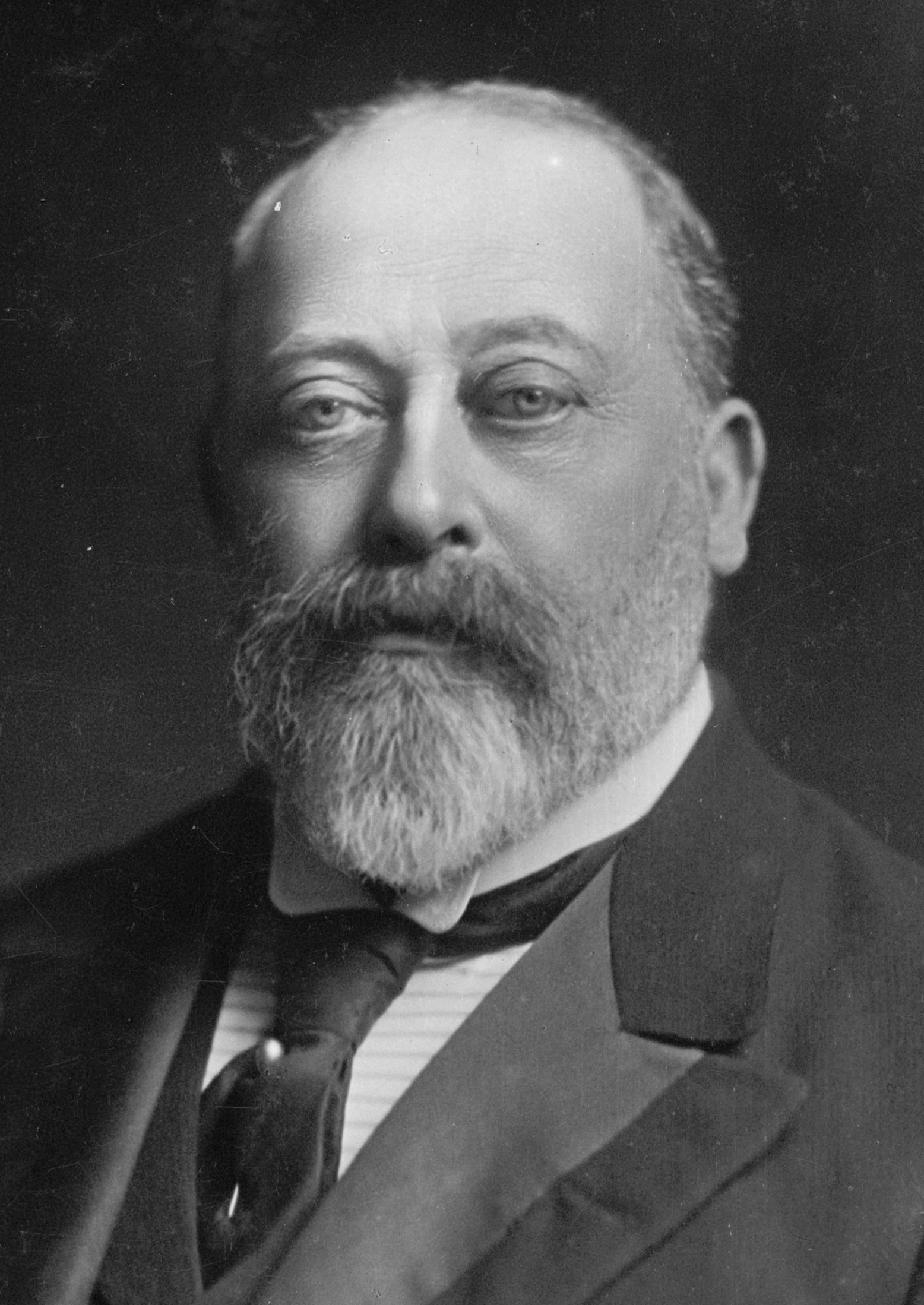
King-Edward-VII

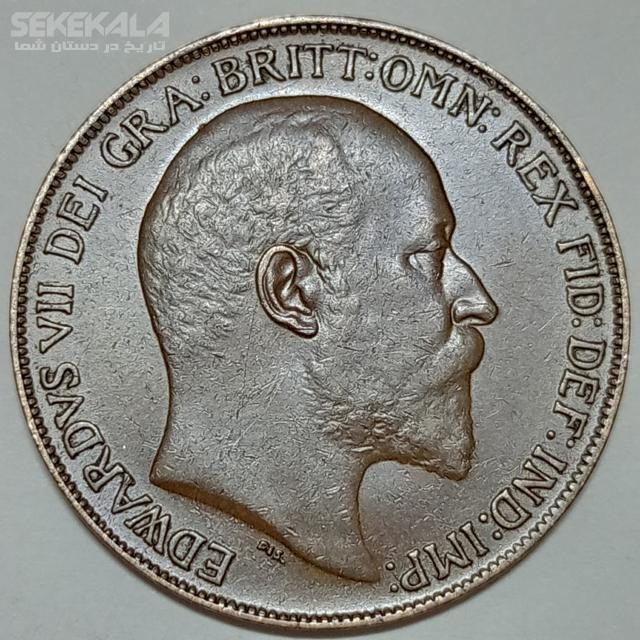
سکه 1 پنی بریتانیا 1902 ضرب دوران حکومت ادوارد [https://sekekala.com هفتم

دوران فرمانروایی ادوارد هفتم با رونق اقتصادی و آرامش همراه بود و حمایت او از اصلاحات گستردهٔ نظامی وزیر جنگ وقت، ریچارد بردون هالدن (بعدتر ویسکونت) و اصلاحات دریایی لرد اول نیروی دریایی جان فیشر سبب شد تا بریتانیا به هنگام شروع جنگ جهانی اول از آمادگی‌ای نسبی برخوردار باشد.

### سال‌های پایانی و مرگ
ادوارد در سالیان پایانی عمرش به دلیل استعمال زیاد دخانیات در طول زندگی‌اش به برونشیت شدید دچار شده بود. آخرین حملهٔ برونشیتی در مارس ۱۹۱۰ به هنگام اقامتش در پاریس اتفاق افتاد و ادوارد در آوریل به لندن بازگشت، اما تا مه همان سال مشخص شد که او زیاد عمر نخواهد کرد.
ادوارد در ۶ مه ۱۹۱۰ با حال بسیار بد در کاخ باکینگهام از خواب برخاست، در طول روز چندین بار بیهوش شد و به هوش آمد و چند سکته قلبی را نیز از سر گذراند و سرانجام در همان روز پس از ۹ سال فرمانروایی درگذشت. او را در وینزر به خاک سپردند و پس از او دومین پسرش با عنوان جرج پنجم پادشاه انگلستان شد.